# 阿塔拉亞 (烏卡亞利大區)
10°44′S 73°45′W / 10.733°S 73.750°W

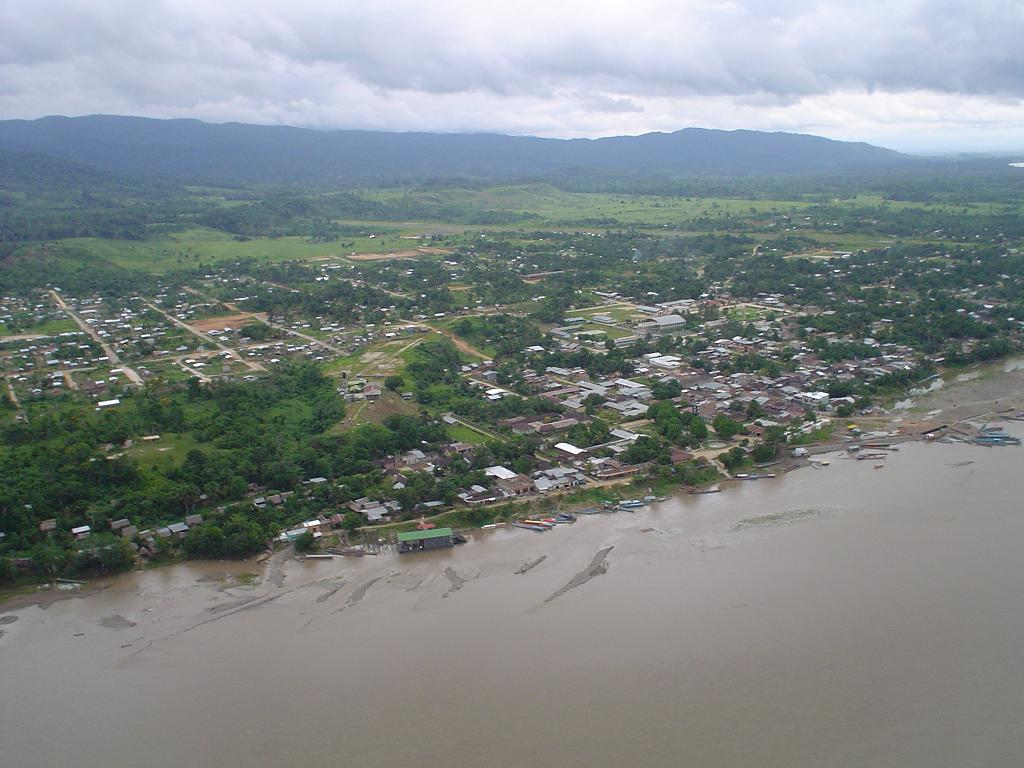

阿塔拉亞（西班牙語：Atalaya），是秘魯的城鎮，位於該國東部烏卡亞利大區，是阿塔拉亞省的首府，處於烏卡亞利河畔，始建於1928年5月29日，海拔高度220米，2005年人口10,243。
這裡的低海拔森林物種非常豐富，也是世界最強壯的甲蟲「亞克提恩大兜蟲」的產地之一，
傳統市場中可以看到各種特別的肉品，如：靈長類、犰狳、陸龜等。